# François Michel Le Tellier de Louvois

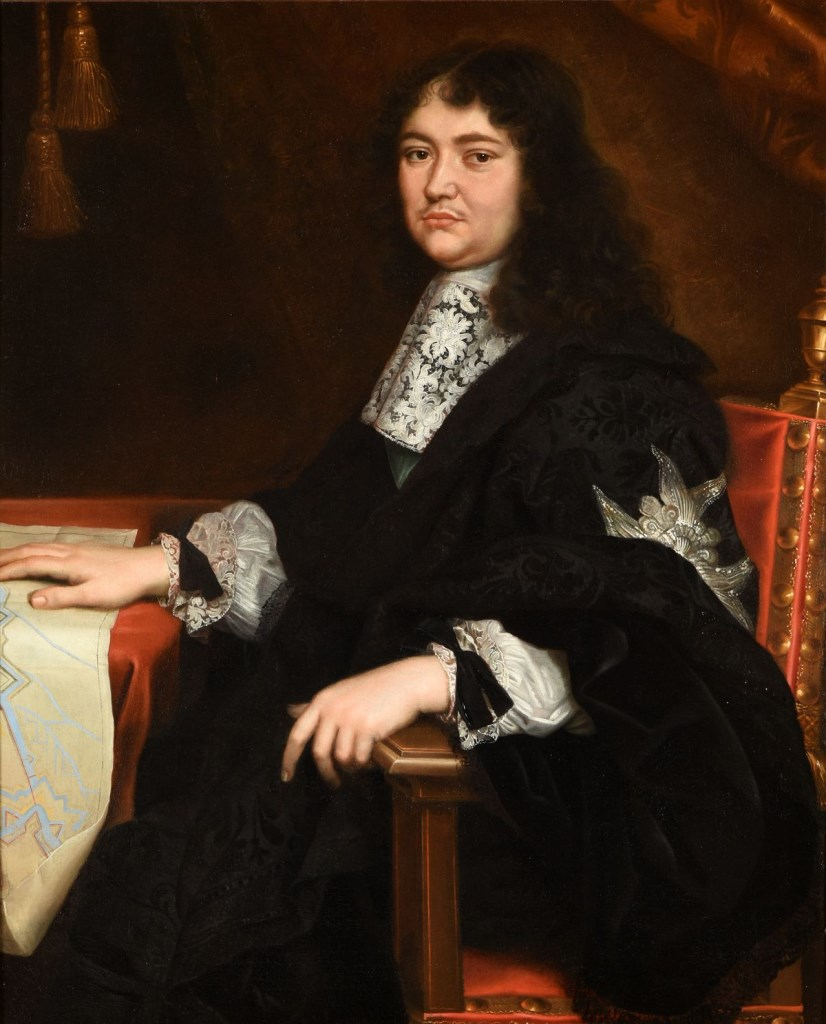
François Michel Le Tellier de Louvois

François Michel Le Tellier, Marquis de Louvois (* 18. Januar 1641 in Paris; † 16. Juli 1691 ebenda) war ein französischer Staatsmann und unter Ludwig XIV. Kriegsminister (1666–1691).

## Biografie
Sein Vater Michel Le Tellier, unter Jules Mazarin Kriegs-Staatssekretär, verheiratete ihn an eine reiche Erbin, die Marquise de Courtanvaux, und unterrichtete ihn in der Leitung von Staatsgeschäften. Der junge Mann gewann das Vertrauen des Königs, und 1666 folgte er seinem Vater als Kriegsminister. Sein Talent wurde von Turenne im Devolutionskrieg (1667/68) erkannt. Nach dem Frieden von Aachen widmete sich Louvois der Organisation der französischen Armee. Die Jahre 1668 bis 1672 waren, wie sein Biograph Camille Rousset schrieb, „Jahre der Vorbereitung, in denen Lionne mit all seiner Kraft daran arbeitete, Alliierte zu finden, Colbert, Geld zu finden, und Louvois, Soldaten für Ludwig zu finden“. Louvois starb plötzlich nach dem Verlassen des Kabinetts am 16. Juli 1691 – wahrscheinlich an einem Schlaganfall. Sein plötzlicher Tod erweckte den Verdacht, dass er vergiftet worden sei, was insbesondere Saint-Simon in seinen Memoiren durch detaillierte Zeugenberichte belegen wollte. Louvois hatte sich insbesondere den Hass der Madame de Maintenon zugezogen, da er die öffentliche Bekanntgabe ihrer Heirat linker Hand mit Ludwig XIV. verhinderte. Seine Verhaftung war schon beschlossen. Sein Nachfolger wurde sein erst 22-jähriger, aber von ihm angelernter Sohn Louis François Le Tellier, marquis de Barbezieux.
Louvois war von 1673 bis 1691 Großmeister des Lazarusordens unter dem Protektorat der französischen Krone. Beim Bau des Hôtel des Invalides kam es zu einem Streit mit Ludwig XIV. Der Minister wollte sein Wappen an dem Gebäude anbringen, der König untersagte dies, nur das Wappen Frankreichs sollte von der Größe Frankreichs zeugen. Louvois hat sich durch eine List doch noch verewigt: auf einer Mansarde im Dach ist die Statue eines Wolfs angebracht, der aufmerksam die Straße unten betrachtet: „Le loup voit“ (Der Wolf sieht), Aussprache auf Französisch „Louvois“.

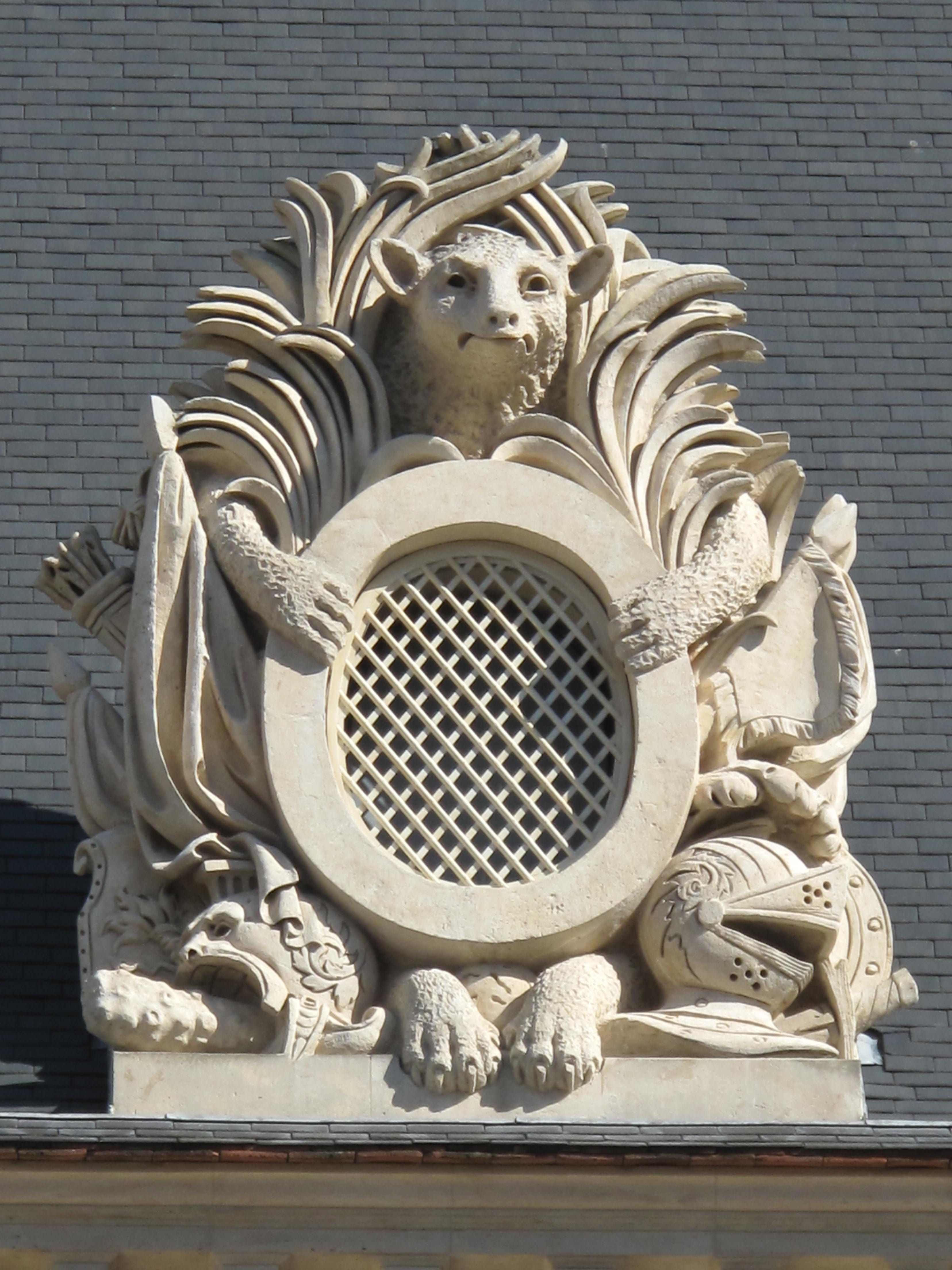
Hôtel des Invalides 'Le loup voit'

## Tätigkeit als Kriegsminister
Die Arbeit Louvois’ in diesen Jahren ist mit der historischen Entwicklung der französischen Armee und Armeen im Allgemeinen verbunden. Als Vorbild diente ihm das fortschrittliche Militärwesen der Niederlande. Vor allem organisierte er das Rekrutierungssystem neu, führte die gewaltsame Anwerbung ein, schuf ein einheitliches Besoldungssystem, ließ ein Netzwerk von Magazinen, Kasernen und Hospitälern (darunter das Hôtel des Invalides) anlegen. Auch die militärischen Verdienstorden bekamen ein neues System. Die beinahe gewaltsame Registrierung des französischen Adels sollte in erster Linie der Erfassung des Offiziersnachwuchses dienen. Doch diese Erfassung fügte sich auch in Ludwigs Maßnahmen, mit denen er den Adel durch Dienst in der Armee oder bei Hof unter Kontrolle hielt. Zudem installierte Le Tellier ein System aus Inspektoren, die die militärischen Fähigkeiten der Offiziere überwachten. Parallel zur militärischen Kommandokette wurden ein System von Verwaltungsbehörden errichtet und ein strengeres Disziplinarwesen eingeführt, was im Sinne des Absolutismus einen stärkeren Einfluss der Staatsmacht und mit ihr des Königs auf das Militär ermöglichte. Neu gegründete Militärschulen verbesserten die Ausbildung. Als neuer Dienstgrad wurde der Oberstleutnant eingeführt. Neben den Obristen, die ihren Rang in der Regel kauften, stellten die Oberstleutnante militärisch qualifiziertes Personal dar, das die Obristen schnell de facto als operative Befehlshaber ablöste. Insgesamt wurde die zuvor bestehende große Souveränität der Offiziere innerhalb der von ihnen kommandierten Einheiten stark eingeschränkt. Die Beförderung der Offiziere wurde einheitlich nach dem Dienstalter geregelt. Unter Le Tellier entstanden im zuvor sehr heterogenen Heer fest umrissene Truppengattungen mit jeweils spezieller Aufgabe, Ausbildung und Ausrüstung.

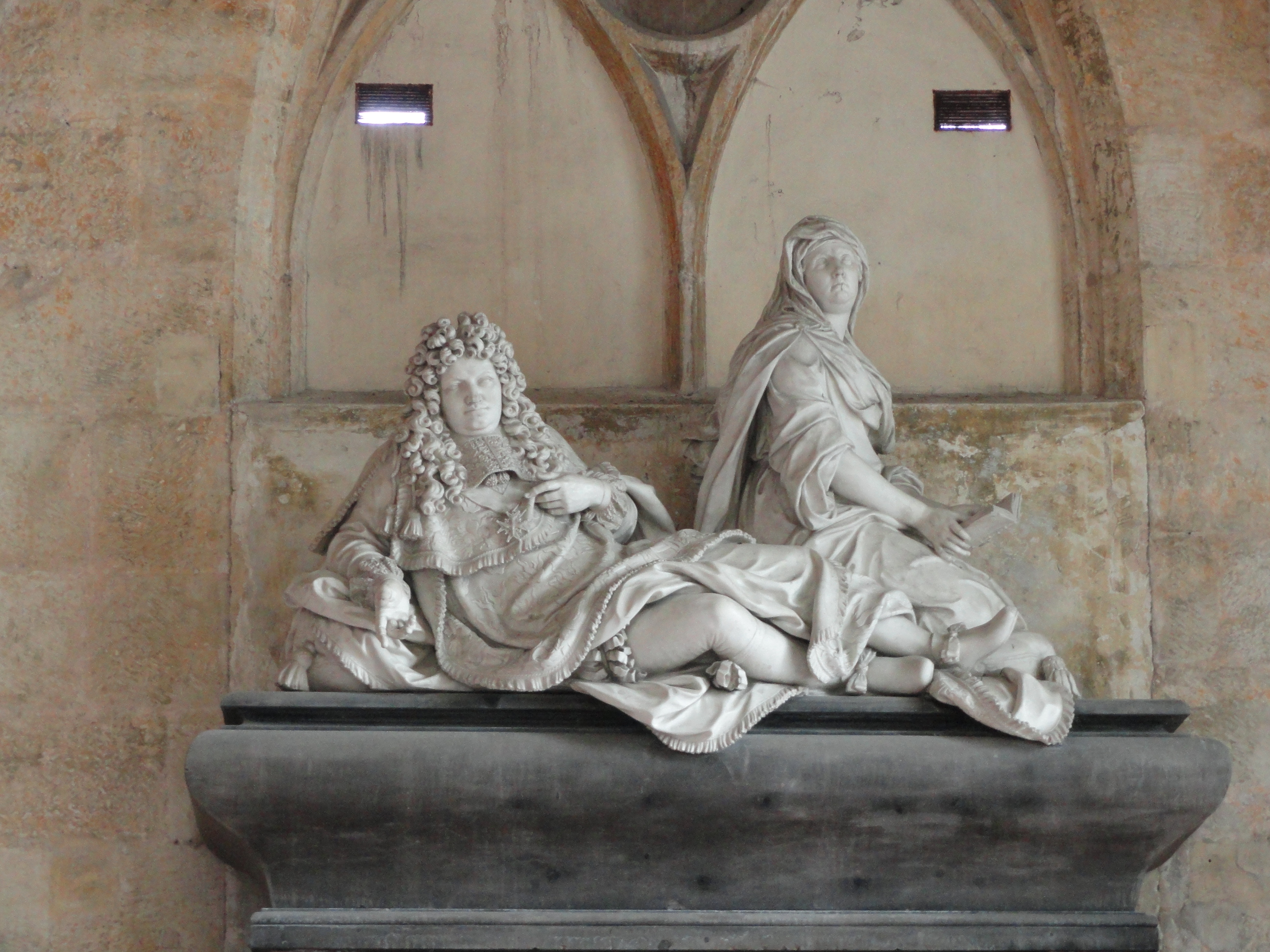
Grabmal von François Michel Le Tellier de Louvois (17. Jh.) im Hôtel-Dieu von Tonnerre, Burgund

Der Erfolg seiner Maßnahmen zeigte sich in den Siegen im Holländischen Krieg 1672–1678. Nach dem Frieden von Nimwegen stand Louvois hoch in der Gunst, sein Vater war zum Kanzler gemacht worden, und der Einfluss Colberts verblasste. Die zehn Friedensjahre zwischen 1678 und 1688 in der französischen Geschichte sind gekennzeichnet durch den Aufstieg der Madame de Maintenon, die Eroberung Straßburgs und die Aufhebung des Edikts von Nantes; in alledem spielte Louvois eine wichtige Rolle. Der Überraschungsangriff auf die östlichen Teile der Spanischen Niederlande 1683 in Friedenszeiten wurde nicht nur geplant, sondern auch durchgeführt von Louvois und Joseph de Montclar.
In Louvois’ Zeit wurden auch die Dragonaden erfunden. Die völlige Unterwerfung unter die königliche Autorität war sein politisches Glaubensbekenntnis. Colbert starb 1683 und wurde als Generalkontrolleur der Finanzen durch Claude Le Peletier de Morfontaine ersetzt, einen Anhänger Louvois’, und als Minister für öffentliche Gebäude durch Louvois selbst. Louvois war noch in der Lage, die Erfolge in den ersten Kriegsjahren gegen die Wiener Große Allianz (1689–1697) zu leiten, starb jedoch plötzlich im Juli 1691.

## Louvois als Namensgeber
Im Jahr 2011 plante das französische Verteidigungsministerium, die komplette Gehaltsabrechnung der Streitkräfte auf ein neues System mit dem Namen Louvois umzustellen. Die Einführung war ein Desaster, viele Soldaten erhielten keinen oder zu wenig Sold. Nach vielen vergeblichen Korrekturversuchen beschloss das Ministerium im Jahr 2021 das Ende des Systems.